# Leonardo Piepoli

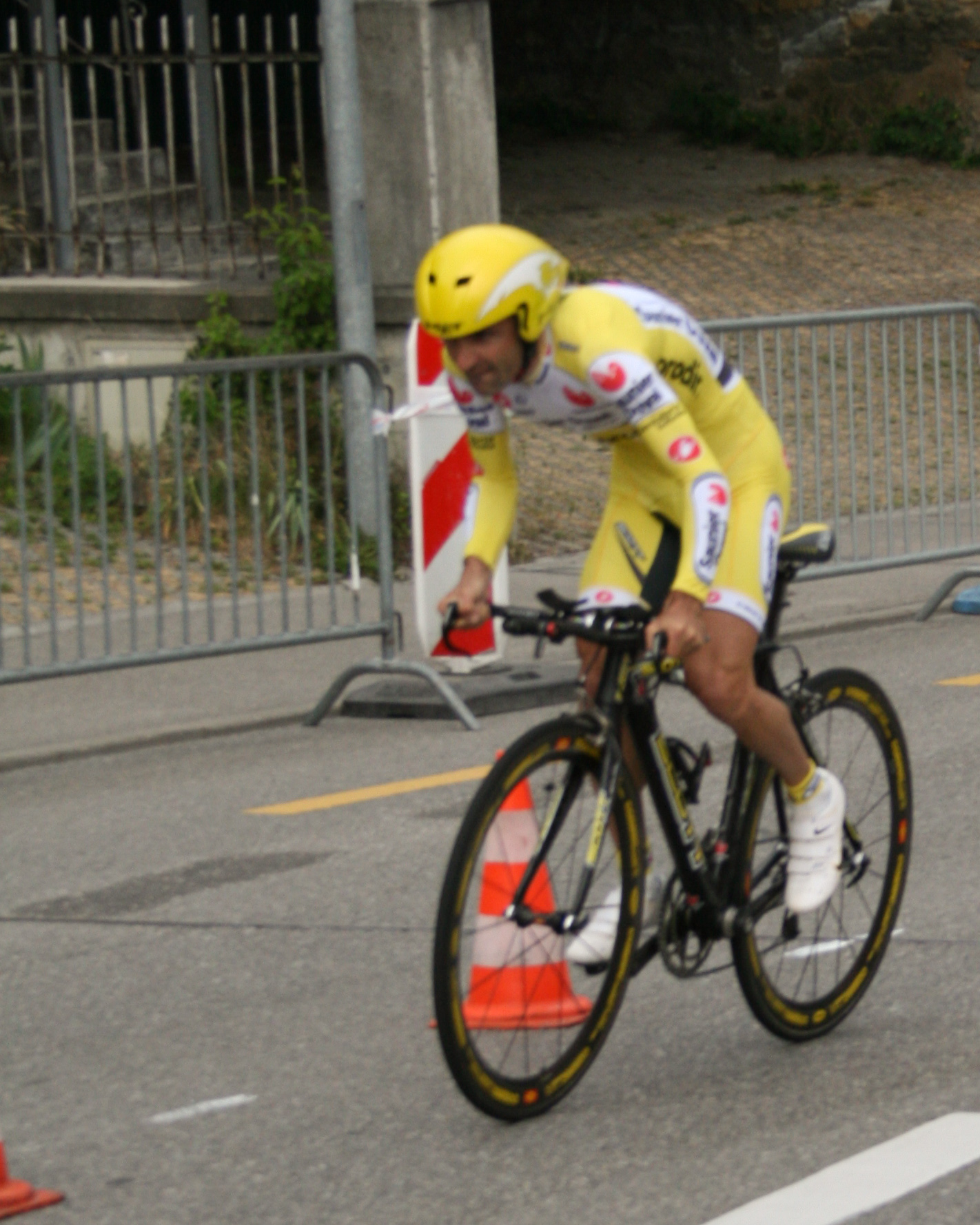
Leonardo Piepoli 2007

Leonardo Piepoli (* 29. September 1971 in La Chaux-de-Fonds, Schweiz) ist ein ehemaliger italienischer Radrennfahrer, der seine Karriere 2009 nach einer zweijährigen Dopingsperre beendete.

## Karriere
Nachdem Piepoli 1994 als Amateur den Giro Ciclistico d’Italia gewann wurde er 1995 Profi.
In seinem ersten Profijahr gewann er das spanische Eintagesrennen Subida a Urkiola und die Bergwertung der Tour de Suisse, die er als Gesamtsiebter abschloss. Im folgenden Jahr gewann er eine Etappe des Giro del Trentino und er wurde bei seiner ersten Tour-de-France-Teilnahme Siebzehnter. 1999 wechselte er zu Banesto und gewann in den Folgejahren mehrere kleine Rundfahrten. So siegte er bei der Burgos-Rundfahrt, der Aragon-Rundfahrt, der Vuelta a Asturias und der Vuelta a Castilla y León. Der achte Platz bei der Vuelta a España 1999 war seine beste Gesamtplatzierung bei einer Grand Tour.
2004 wechselte Piepoli zum Team Saunier Duval-Prodir. Er gewann noch im selben Jahr eine Etappe der Vuelta a España und ein Jahr später eine bei der Katalonien-Rundfahrt. Für dieses Team gewann er 2006 zwei Etappen des Giro d’Italia 2006 und 2007 das Maglia Verde und eine Etappe. Danach wurde er jedoch im Juli 2007 wurde er jedoch von Saunier Duval vorübergehend suspendiert, weil beim Giro d’Italia 2007 der Wert des Salbutamol bei ihm deutlich über – aufgrund ärztlichem Attest gestatteten – zulässigen Höchstgrenze lag.
Im Jahr 2008 gewann er eine Etappe bei der Tour de France, verließ aber mit der gesamten Mannschaft kurz danach die Tour, nachdem der Teamkapitän Riccardo Riccò positiv auf das EPO-Derivat CERA getestet wurde. Bereits einen Tag danach wurde auch er von seinem Team Saunier-Duval, wegen Verstoßes gegen die Ethikvereinbarung, fristlos entlassen. Am 6. Oktober 2008 gab die französischen Anti-Doping-Agentur (AFLD) bekannt, dass Piepoli bei Dopingproben zweimal positiv auf CERA getestet worden war. Demnach wurde ihm am 4. und 15. Juli Doping mit dem EPO-Präparat CERA nachgewiesen. Die Anti-Doping Experten hatten Proben von Fahrern mit außergewöhnlichen Blutwerten zurückbehalten und im Labor von Châtenay-Malabry nachkontrolliert.
Im Januar 2009 nahm Piepoli öffentlich Stellung zu seinem Dopingmissbrauch vor der Tour de France 2008 und zeigte Reue: „Ich empfinde Ekel vor mir selbst, weil ich gedopt habe. An jenem Tag vor der Tour habe ich den besten Teil von mir selbst getötet. Ich habe den Radsport getötet, der mein ganzes Leben war. Ich habe meine Würde, mein Gewissen mit den Füßen getreten und mich selbst enttäuscht“, so Piepoli. Am 26. Januar 2009 wurde Piepoli von der Anti-Doping-Kommission des Italienischen Olympischen Komitees CONI wegen Gebrauchs des EPO-Mittels Cera für zwei Jahre gesperrt.

## Erfolge
| 1994 - Gesamtwertung Giro Ciclistico d’Italia 1995 - Subida Urkiola 1999 - Gesamtwertung Vuelta a Castilla y León - Subida Urkiola 2000 - Gesamtwertung Aragon-Rundfahrt - Gesamtwertung Burgos-Rundfahrt | 2002 - Gesamtwertung Vuelta a Asturias - Gesamtwertung Aragon-Rundfahrt 2003 - Gesamtwertung Aragon-Rundfahrt - Subida al Naranco - Subida Urkiola 2004 - eine Etappe Vuelta a España - Subida Urkiola | 2005 - eine Etappe Katalonien-Rundfahrt 2006 - zwei Etappen Giro d’Italia 2007 - eine Etappe und Bergwertung Giro d’Italia - eine Etappe Vuelta a España |

## Grand Tour-Platzierungen
| Grand Tour            | 1995 | 1996 | 1997 | 1998 | 1999 | 2000 | 2001 | 2002 | 2003 | 2004 | 2005 | 2006 | 2007 | 2008 |
| --------------------- | ---- | ---- | ---- | ---- | ---- | ---- | ---- | ---- | ---- | ---- | ---- | ---- | ---- | ---- |
| Giro d’ItaliaGiro     | DNF  | 38   | DNF  | 16   | DNF  | 10   | DNF  | –    | –    | –    | –    | 11   | 14   | DNF  |
| Tour de FranceTour    | –    | 17   | –    | 14   | –    | DNF  | 44   | –    | –    | –    | 23   | –    | –    | DNF  |
| Vuelta a EspañaVuelta | –    | –    | 26   | –    | 8    | –    | –    | –    | 23   | 27   | 35   | 13   | DNF  | –    |

## Teams
- 1995–1997 Refin
- 1998 Saeco
- 1999–2003 Banesto
- 2004–2008 Saunier Duval